# منشأة نبهان
قرية منشأة نبهان هي إحدى القرى التابعة لمركز فاقوس في محافظة الشرقية في جمهورية مصر العربية. حسب إحصاءات سنة 2006، بلغ إجمالي السكان في منشأة نبهان 6333 نسمة، منهم 3204 رجل و3129 امرأة.